# Seminemacheilus
Genre
Seminemacheilus est un genre de poissons d'eau douce téléostéens de la famille des Nemacheilidae (ordre des Cypriniformes). Ces poissons sont communément appelés « loches de pierre » et sont originaires d'Asie occidentale avec des espèces connues de la Turquie et de l'Iran.

## Liste des espèces
Selon World Register of Marine Species (23 décembre 2023) :
- Seminemacheilus ahmeti Sungur, Jalili, Eagderi & Çiçek, 2018
- Seminemacheilus attalicus Yoğurtçuoğlu, Kaya, Geiger & Freyhof, 2020
- Seminemacheilus dursunavsari Çiçek, 2020
- Seminemacheilus ekmekciae Yoğurtçuoğlu, Kaya, Geiger & Freyhof, 2020
- Seminemacheilus ispartensis Erk'Akan, Nalbant & Özeren, 2007
- Seminemacheilus lendlii (Hankó, 1925)
- Seminemacheilus tubae Yoğurtçuoğlu, Kaya, Geiger & Freyhof, 2020

## Classification
Le nom valide complet (avec auteur) de ce taxon est Seminemacheilus Bănărescu & Nalbant, 1995.

## Étymologie
Le nom générique, Seminemacheilus, composé du latin semis, « à moitié », et du genre Nemacheilus, fait référence à l'espèce Seminemacheilus lendlii qui présente une courte ligne latérale et qui a été initialement décrite sous le genre Nemacheilus.

## Publication originale
- (en) Petre M. Bănărescu et Teodor T. Nalbant, « A generical classification of Nemacheilinae with description of two new genera (Teleostei: Cypriniformes: Cobitidae) », Travaux du Muséum d'Histoire Naturelle "Grigore Antipa", Roumanie, vol. 35,‎ 1995, p. 429-495.